# Song Kang-ho
Song Kang-ho (hangul: 송강호; hanja: 宋康昊; rr: Song Gang-ho; MR: Song Kangho; Gimhae, 25 de fevereiro de 1967) é um ator sul-coreano que ganhou destaque internacional por suas atuações em Snowpiercer (2013) e Parasite (2019). Pelo seu papel em Parasite, ele ganhou a Palma de Ouro no Festival de Cannes e o Oscar de Melhor Filme. Song é considerado um dos atores mais reconhecidos da Coreia do Sul, junto com Choi Min-sik e Sol Kyung-gu.
Song fez sua estreia como ator de cinema em The Day a Pig Fell into the Well, em 1996, e ganhou destaque nacional com uma série de performances aclamadas pela crítica, incluindo No. 3, Joint Security Area, Sympathy for Mr. Vengeance, Memories of Murder, The Host, A Taxi Driver e Parasite.

## Carreira

### Início de carreira
Song se juntou à companhia de teatro de Kee Kuk-seo, que enfatizava atuação instintiva e de improvisos. Ele estreou no palco em 1991 em uma peça chamada Dongseung e passou seus próximos anos como ator de teatro. Embora ele fosse abordado regularmente para atuar em filmes, ele sempre recusava essas oportunidades, até que ele decidiu assumir um papel extra no filme de 1996 de Hong Sang-soo, The Day a Pig Fell into Well, aos 30 anos.
No ano seguinte, depois de interpretar um dos desabrigados em uma produção no estilo de documentário de Jang Sun-woo, Bad Movie, ele ganhou maior notoriedade por sua atuação no filme No. 3 de Song Neung-han, como um gangster treinando um grupo de jovens recrutas, onde esse último lhe rendeu seu primeiro prêmio no Blue Dragon Film Awards. Depois disso, Song foi escalado para vários papéis coadjuvantes, antes de sua participação como parceiro secreto de Han Suk-kyu no thriller de sucesso de Kang Je-gyu, Shiri. No início de 2000, a popularidade de Song aumentou com seu primeiro papel de protagonista no sucesso de bilheteria The Foul King, pelo qual ele fez a maior parte de suas próprias cenas de ação.
Foi com o seu desempenho no filme do ano 2000 Joint Security Area, como um sargento norte-coreano, que o estabeleceu como um dos principais atores da Coreia do Sul. Song também estrelou a primeira parte da aclamada trilogia de Park Chan-wook, Sympathy for Mr. Vengeance, que se concentra na busca de um pai pelos sequestradores de sua filha. Em 2002, Song estrelou outra grande produção da Myung Films, YMCA Baseball Team, relatando a história do primeiro time de beisebol da Coreia formado no início do século XX.

### Reconhecimento na indústria

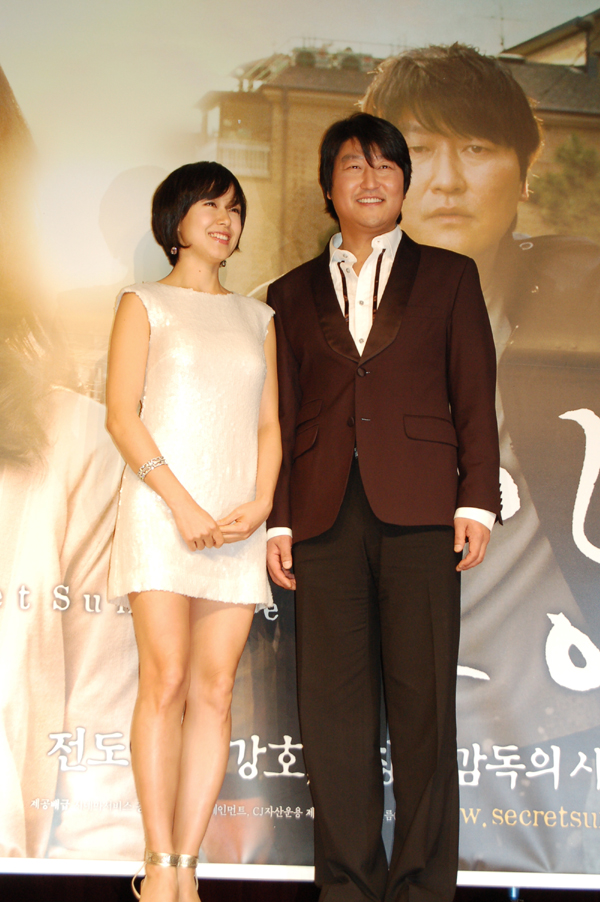
Song em 2007 com a atriz Jeon Do-yeon.

Em 2003, ele desempenhou um papel de ator principal, ao interpretar um detetive rural incompetente, em outro sucesso aclamado pela crítica coreana, Memories of Murder, do jovem diretor Bong Joon-ho. Foi o primeiro de vários filmes que eles fariam juntos, com comentaristas descrevendo o relacionamento de Bong com Song como uma "grande colaboração ator-diretor".
Em 2004, Song estrelou no filme de estreia do diretor Im Chan-sang, The President's Barber, que retratava a vida do barbeiro pessoal do presidente sul-coreano Park Chung-hee. No ano seguinte, ele também assumiu um papel principal em Antarctic Journal, um projeto de grande orçamento do diretor Yim Pil-sung sobre uma expedição na Antártica, mas que enfrentou um fraco desempenho nas bilheterias.
Em 2006, Song voltou a ser o centro das atenções com um papel no filme The Host de Bong Joon-ho. O filme ajudou a ampliar internacionalmente o talento de Song, fazendo com que vencesse na categoria Melhor Ator na primeira edição do Asian Film Awards organizada em Hong Kong.
Mais projetos de destaque foram feitos pelo ator: The Show Must Go On sobre um gangster mais velho, Secret Sunshine de Lee Chang-dong, o longa western de Kim Jee-woon ambientado na Manchúria, The Good, the Bad, the Weird, o filme de vampiros de Park Chan-wook, Thirst, o thriller de espionagem Secret Reunion, um filme sobre a história de amor de um gângster em Hindsight, a produção de suspense Howling, o blockbuster distópico de língua inglesa Snowpiercer, o drama de época The Face Reader e The Attorney, um longa inspirado no início da carreira do advogado de direitos humanos Roh Moo-hyun.
Song continuou estrelando em vários filmes de sucesso de crítica, incluindo The Throne, um filme histórico que apresenta a relação entre o rei Yeongjo e o príncipe herdeiro Sado; o filme de ação The Age of Shadows e A Taxi Driver, um filme que descreve o Movimento de Democratização de Gwangju no ano de 1980.
Mais recentemente, ele teve um papel de protagonista no aclamado filme Parasite, também dirigido por seu frequente colaborador Bong Joon-ho, que se tornou o primeiro filme sul-coreano a ganhar a Palme d'Or, bem como o primeiro a ser indicado e ganhar como melhor filme no Oscar de 2020.

## Vida pessoal
Song casou-se com Hwang Jang-suk (황장 숙) em 1995, com quem ele tem dois filhos. Seu filho, Song Jun-pyoung, nascido em 1996, tornou-se jogador de futebol do Suwon Samsung Bluewings, apesar da oposição de Song. A filha deles se chama Ju-yeon (주연).

## Prêmios e nominações
| Ano  | Categoria               | Prêmio                      | Trabalho | Resultado |
| ---- | ----------------------- | --------------------------- | -------- | --------- |
| 2020 | Melhor Ator             | 56° Grand Bell Awards       | Parasita | Indicado  |
| 2019 | Melhor Ator             | Director’s Cut Awards       | Parasita | Venceu    |
| 2019 | Melhor Ator Principal   | 40° Blue Dragon Film Awards | Parasita | Indicado  |
| 2019 | Melhor Ator Coadjuvante | LAFCA Awards                | Parasita | Venceu    |